# アスタング
アスタング （Hastingues、オック語:Hastings）は、フランス、ヌーヴェル＝アキテーヌ地域圏、ランド県のコミューン。
1289年にイングランド王の家臣である初代ヘイスティングズ男爵によって建設され、彼の名にちなんで名づけられた、小規模のバスティッドである。

## 地理
岬の上につくられた高台の町からは、ガーヴ・レユニ（ポー川とオロロン川が合流した川）が横切る、ペイ・ドルト地方の平野が一望できる。町は県南部にあり、ピレネー＝アトランティック県と接している。
2か所のバルト（fr、ガスコーニュやペイ・バスク・フランセでよく見られる、川沿いの氾濫原）に町は囲まれている。

## 歴史
1289年2月21日、サンティアゴの巡礼路の守護者であるアルトゥス修道院は、共同主権協約に基づき所有する領地の一部を、イングランド王兼アキテーヌ公エドワード1世に譲渡した。これによって、イングランドがアキテーヌ南部でイングランドの地位を強化することを目的とした、新たな要塞都市またはバスティッドの建設が可能になった。
アキテーヌ公領の辺境にあたるこの領域では、君主はバスク人、ベアルン人、フランス王家であるカペー家と常に対立していた。この要塞都市を確立することで、エドワード1世は権力を強化し、安全性を強化したいと考えていた。
それゆえに、この条約にはエドワード1世の名代として、ガスコーニュ執事長（セネシャル）であるジョン・ヘイスティングズ（fr）がアルトゥス修道院長とともに署名していた。古代ローマのオッピドゥム跡地にバスティッドの基礎が置かれた。1289年に始まった石壁の建設工事は完了せず、多くの損傷を受けた。最初の都市開発工事は、1303年から1306年の間に行われた。1304年、サン・ソヴ―ル教会の建設工事が始まった。同じ年、44世帯に74m×12mの区画が割り当てられた。彼らは、そこに30m×12mの住宅（通りに面した部分には切妻があり、かまどと庭を備えていた）を2年以内に建設しなければならなかった。各住宅の間には、アンドローヌ（androne）という空間がもうけられた。アンドローヌでは雨水を貯水でき、火災の拡大を防ぐことができた。都市の壁の外では、どんな男も6ジュルナード（journades）で開墾と農作を行うよう配置された（ジュルナードとは、男性1人が1日で耕す面積に相応する日数の単位）。町の門は1307年から1310年にかけ建設された。
町の創建時に封建制度が広まった一方で、アスタング住民はフランス南西部のバスティッド住民と同じく、自由民の地位を持ち、代官の権威の下で6人のジュラ（jurats）たちによって行政が行われていた。1321年、イングランド君主エドワード2世によって都市特権が確認された。その後、毎週の市場と年2回の見本市が開かれた。イングランドが占領した時代には、ジュラの管理下で通貨が鋳造された。商品、安全保障、司法および貿易の組織は、1326年の憲章で管理されていた。1342年、イングランド王は、ガーヴ・レユニの川港使用を許可した。
戦略上の位置とその港での活発な商取引のため、アスタングのバスティッドを手に入れようと、隣接するバイヨンヌが略奪、放火をし、町の一部を破壊した。百年戦争末期、グラモン公爵によってイングランドと支配者が入れ替わったが、変化はなかった。1523年、町はオラニエ公率いるスペイン軍によって焼失した。その後、住宅は石造りで再建された。さらに、ガブリエル1世・ド・モンゴムリ率いるユグノー軍が都市の囲い地の一部を破壊したため、町は再び焼失した。1600年から、ナントの勅令が廃止される1685年まで、新教徒の教会はカトリック教会と肩をすり合わせるようにたっていた（最初に新教徒の祈りの場となったのは、疑いなくマジャンディ邸である）。フランス革命時、都市の最後の特権が消滅した。
創建の時代から、溝の痕跡や防衛設備、巨大な長方形の塔に囲まれた南西の門が特徴ある大きな住宅が並ぶメインストリートと往来できるという、全体の図面を保持している。

## 経済
経済活動は農業に集中している。トウモロコシ、アドゥール産キウィの生産、ウシや游禽類の飼育である。ガーヴ・レユニで伝統的に行われる漁業は、ウナギのシラス、サーモン、ウナギに関係する。

## 人口統計
2017年時点のコミューンの人口は579人で、2012年当時の人口より4.61%減少した
| 1962年 | 1968年 | 1975年 | 1982年 | 1990年 | 1999年 | 2009年 | 2014年 | 2017年 |
| ------ | ------ | ------ | ------ | ------ | ------ | ------ | ------ | ------ |
| 417    | 401    | 408    | 447    | 472    | 447    | 583    | 575    | 579    |

参照元:1962年から1999年までは複数コミューンに住所登録をする者の重複分を除いたもの。それ以降は当該コミューンの人口統計によるもの。1999年までEHESS/Cassini、2006年以降INSEE

## 史跡
- アルトゥス修道院 - 12世紀。歴史的記念物[9]
- 門 - 14世紀。歴史的記念物[10]
- サン・ソヴール教会 - 14世紀
- ジュラ邸 - 15世紀から16世紀。歴史的記念物[11]
- セネシャル邸 - 15世紀から16世紀。歴史的記念物[12]

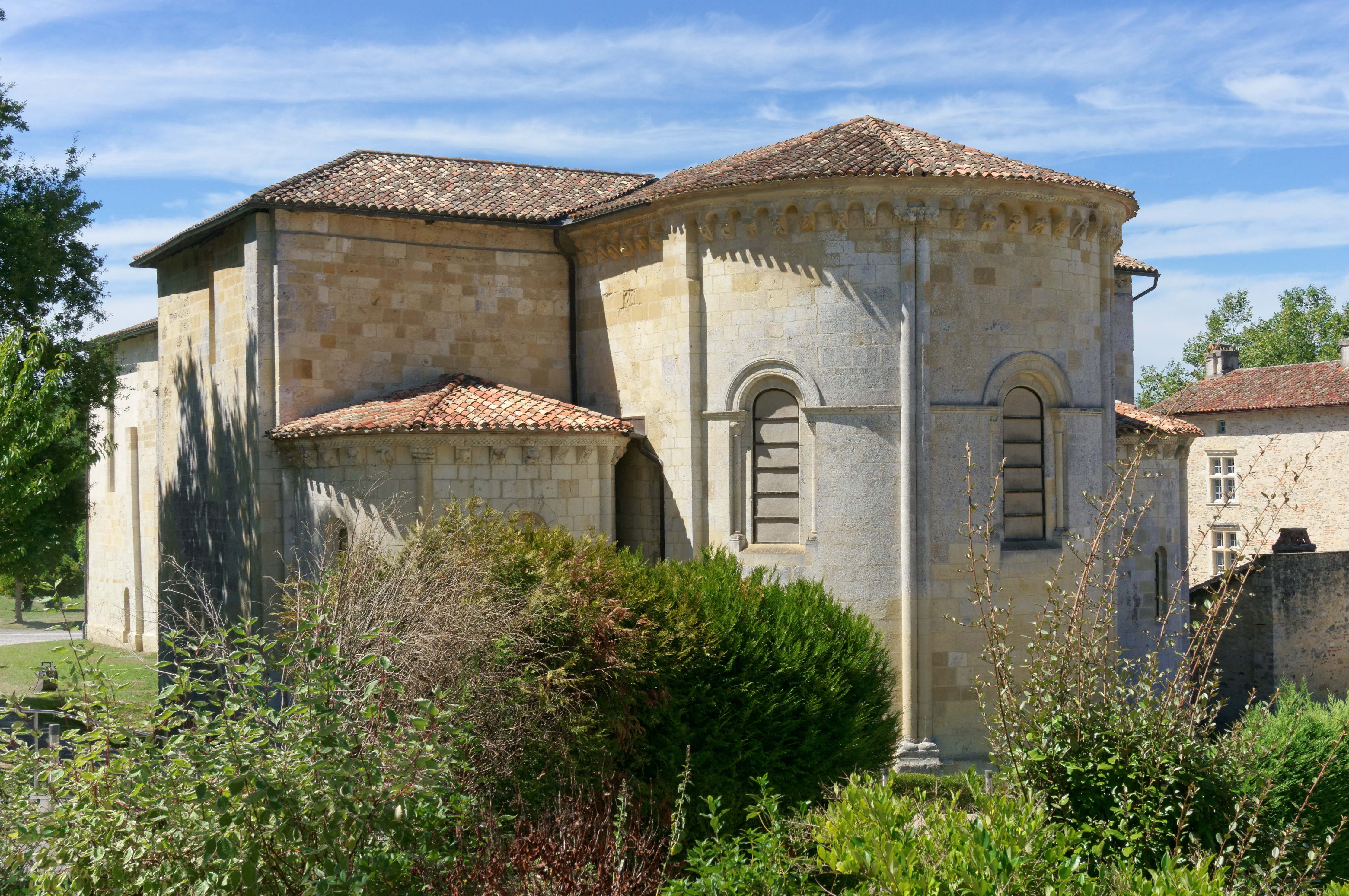
アルトゥス修道院
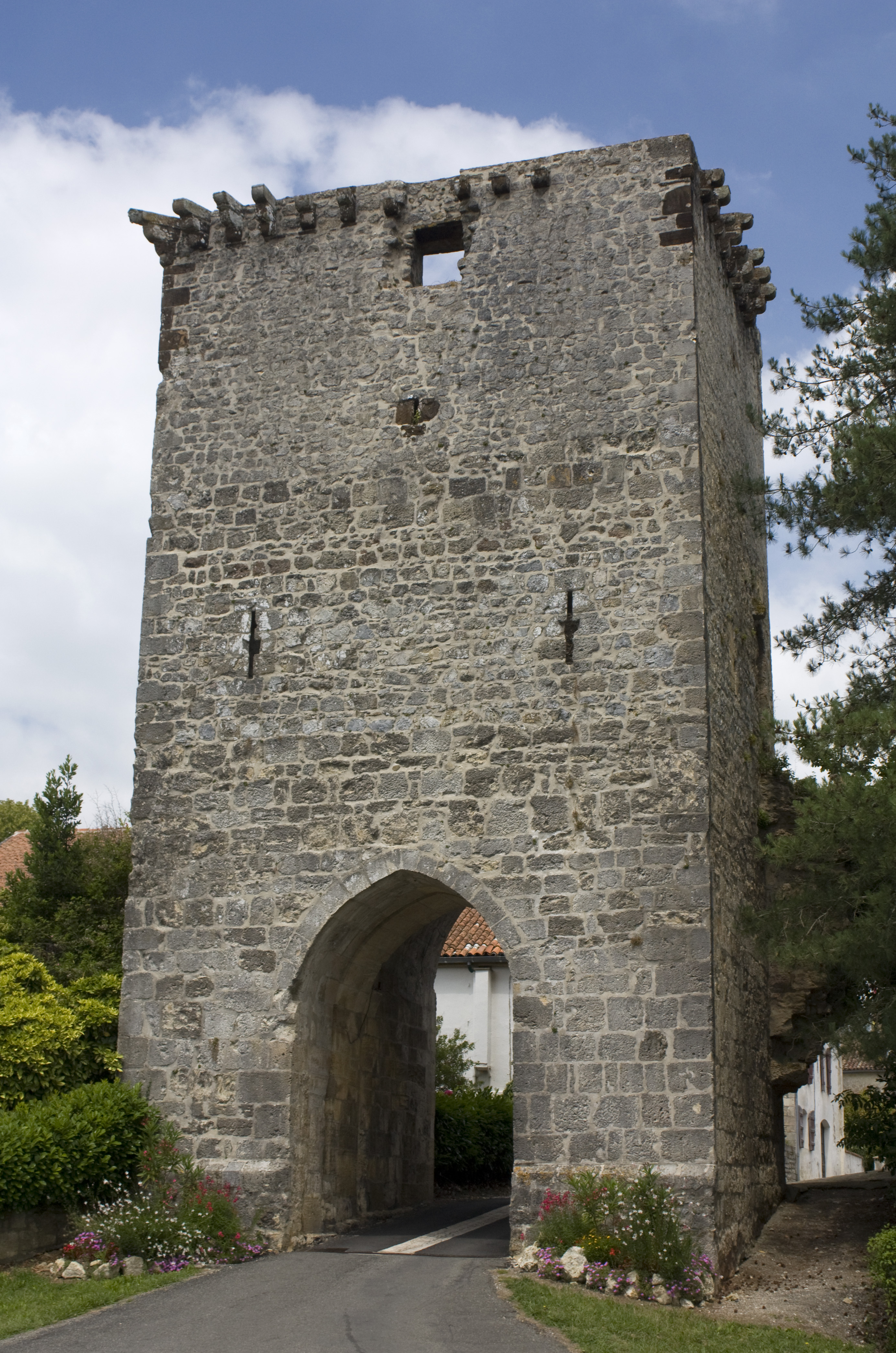
南門
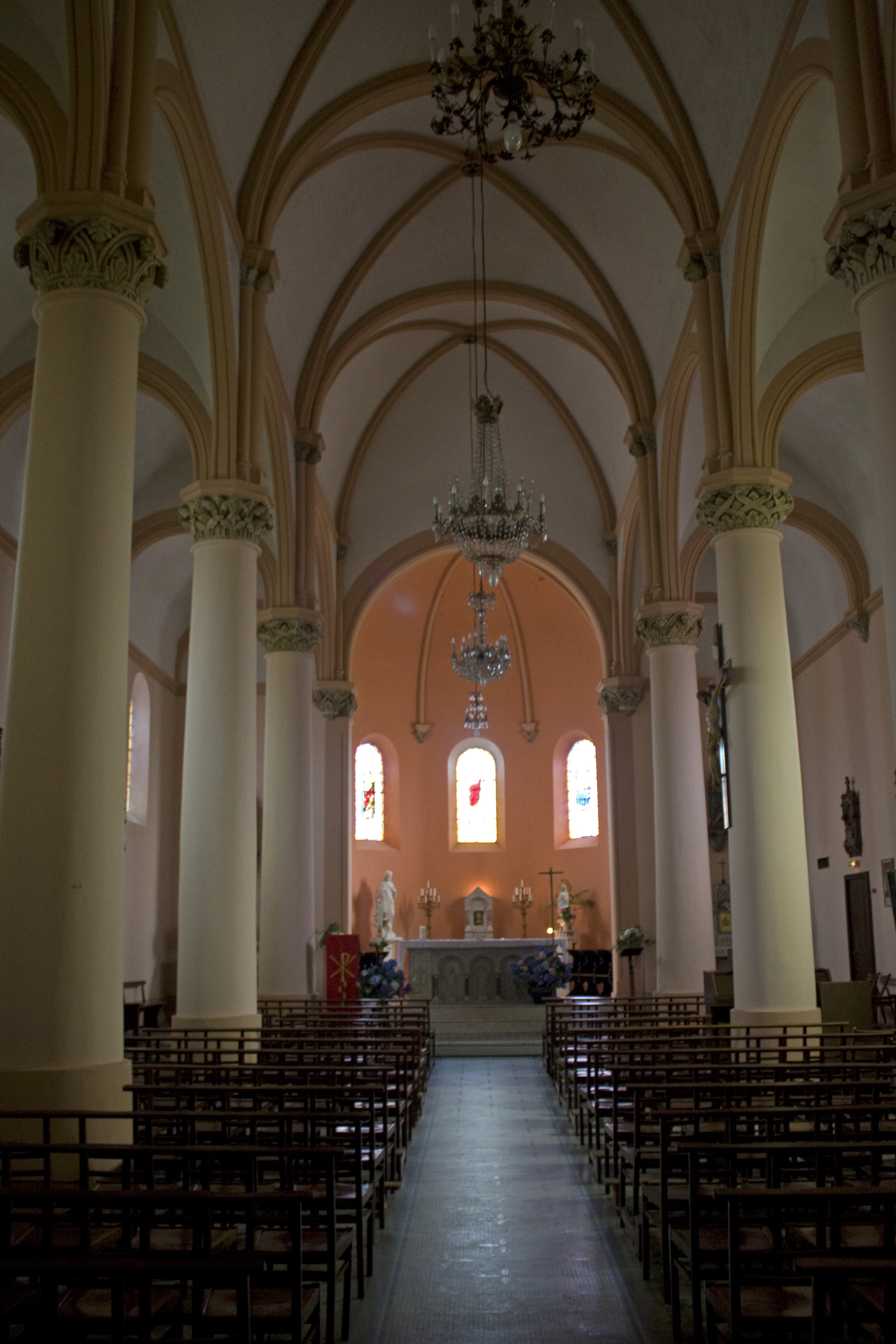
サン・ソヴール教会
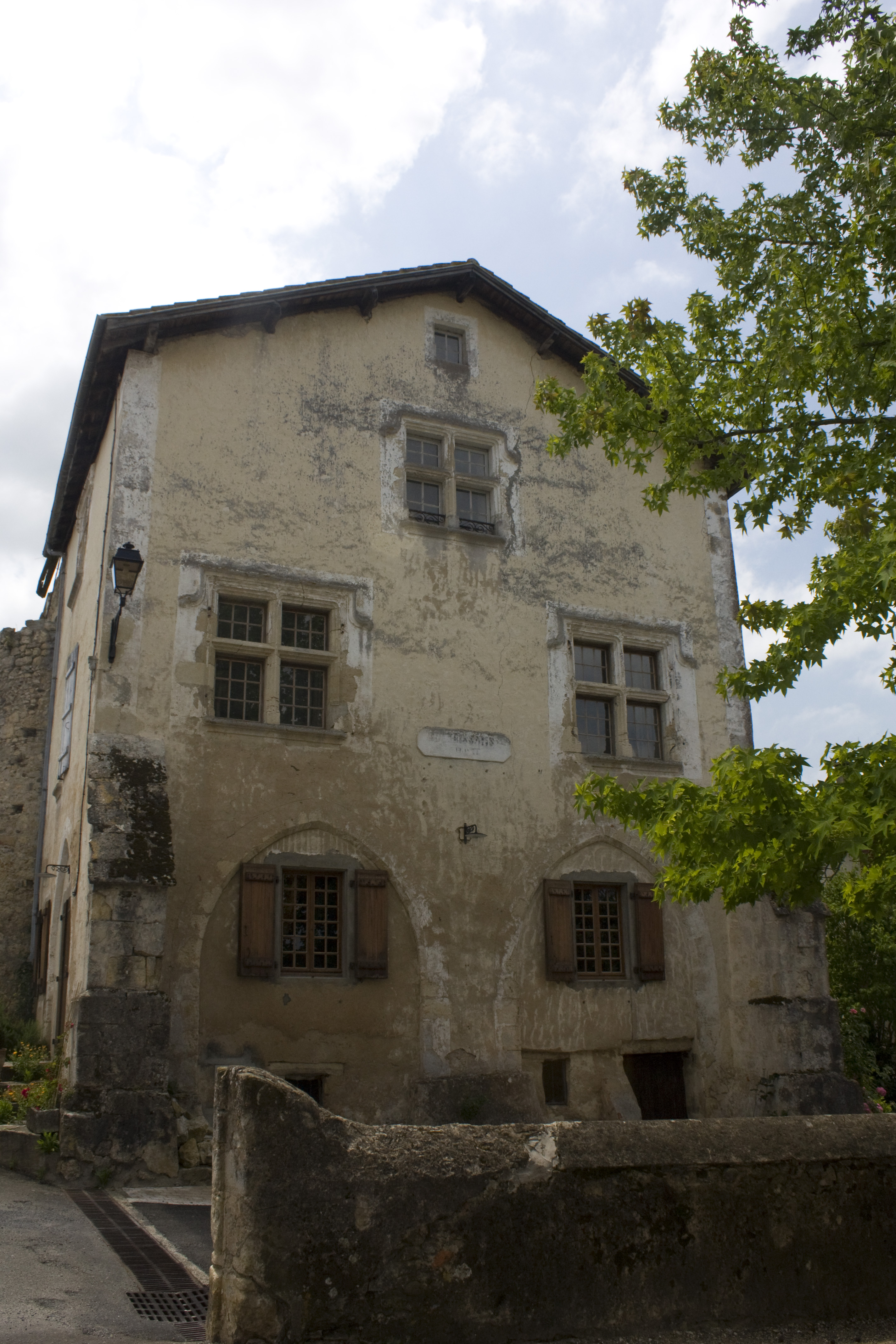
ジュラ邸
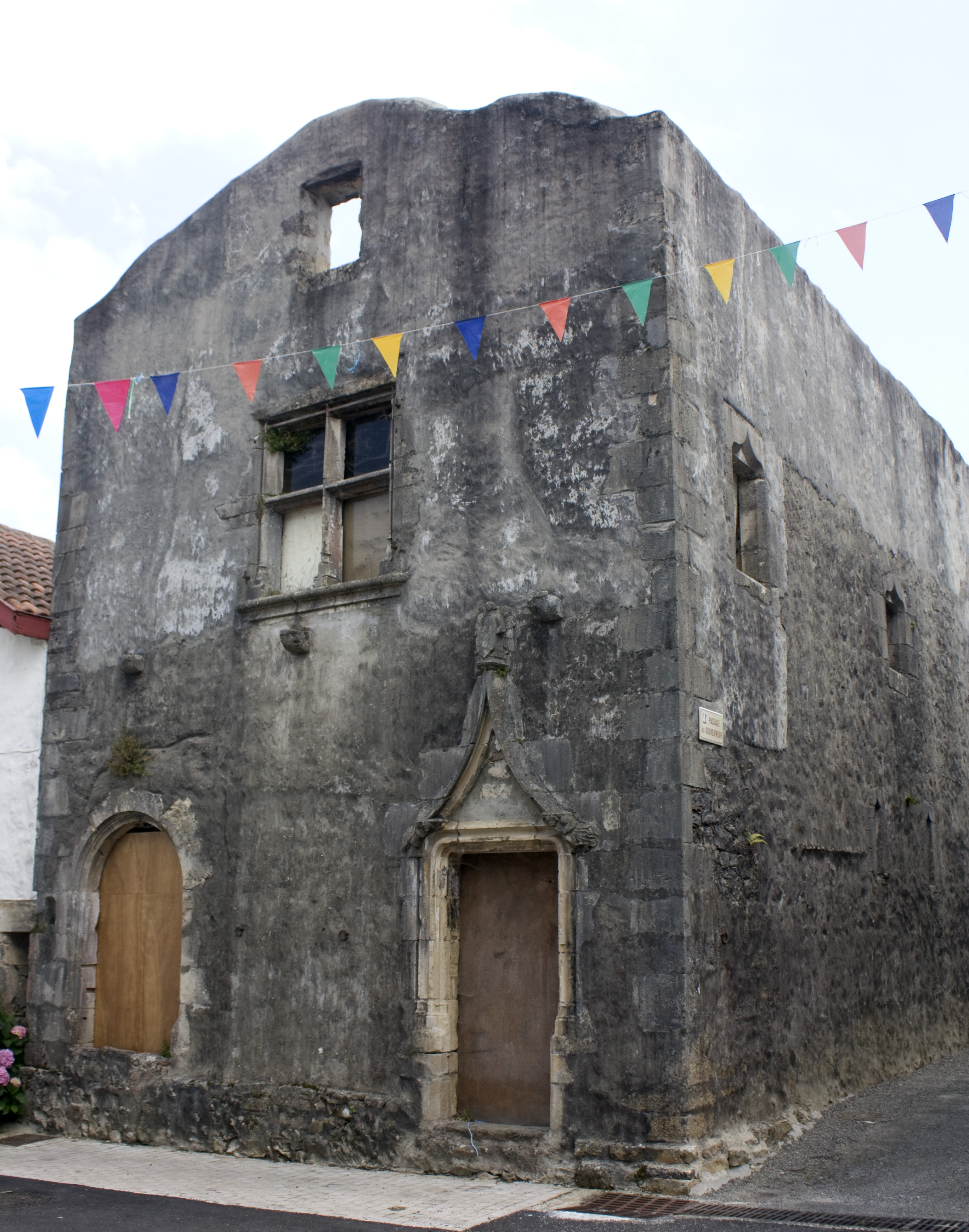
セネシャル邸
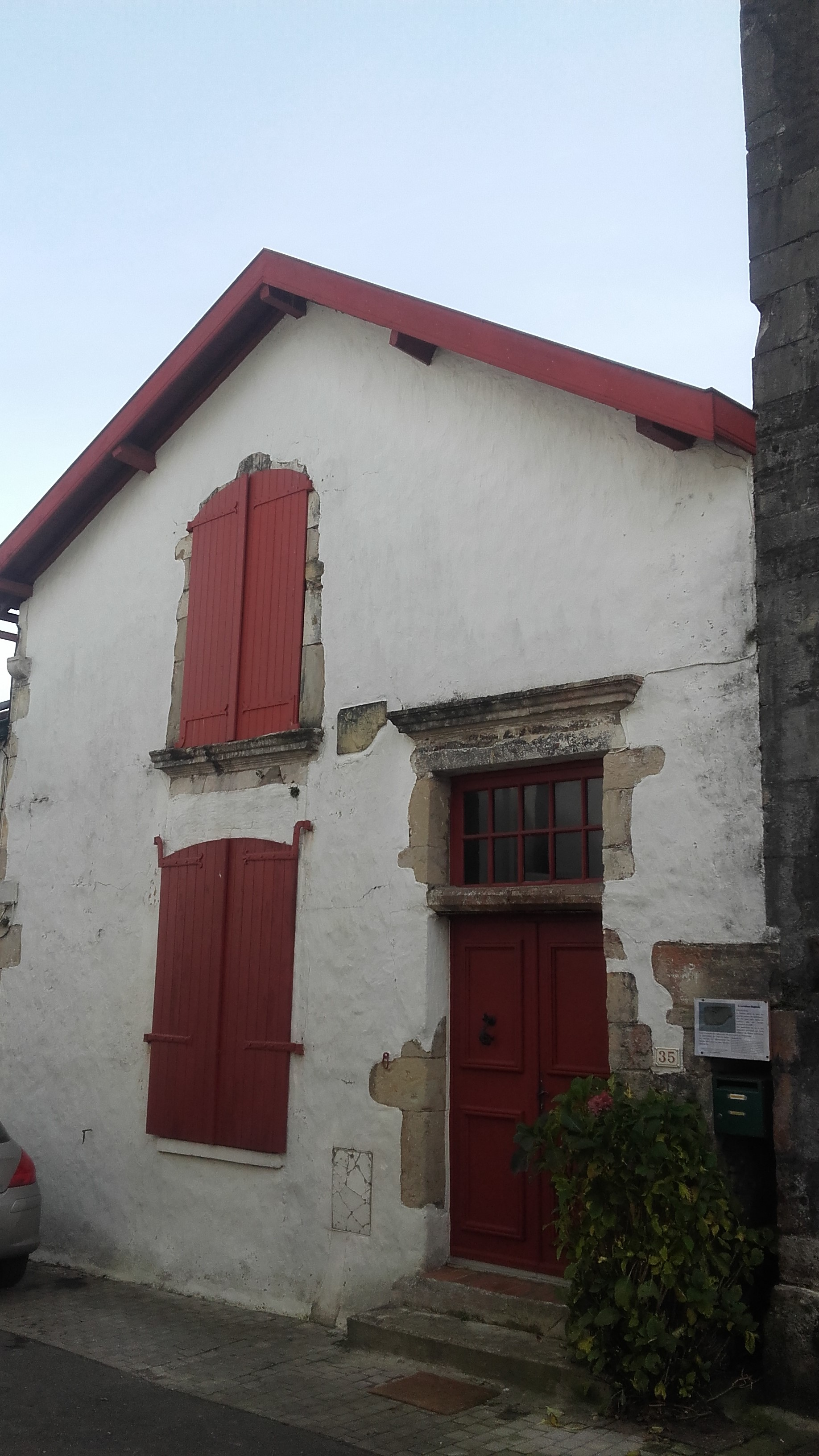
マジャンディ邸
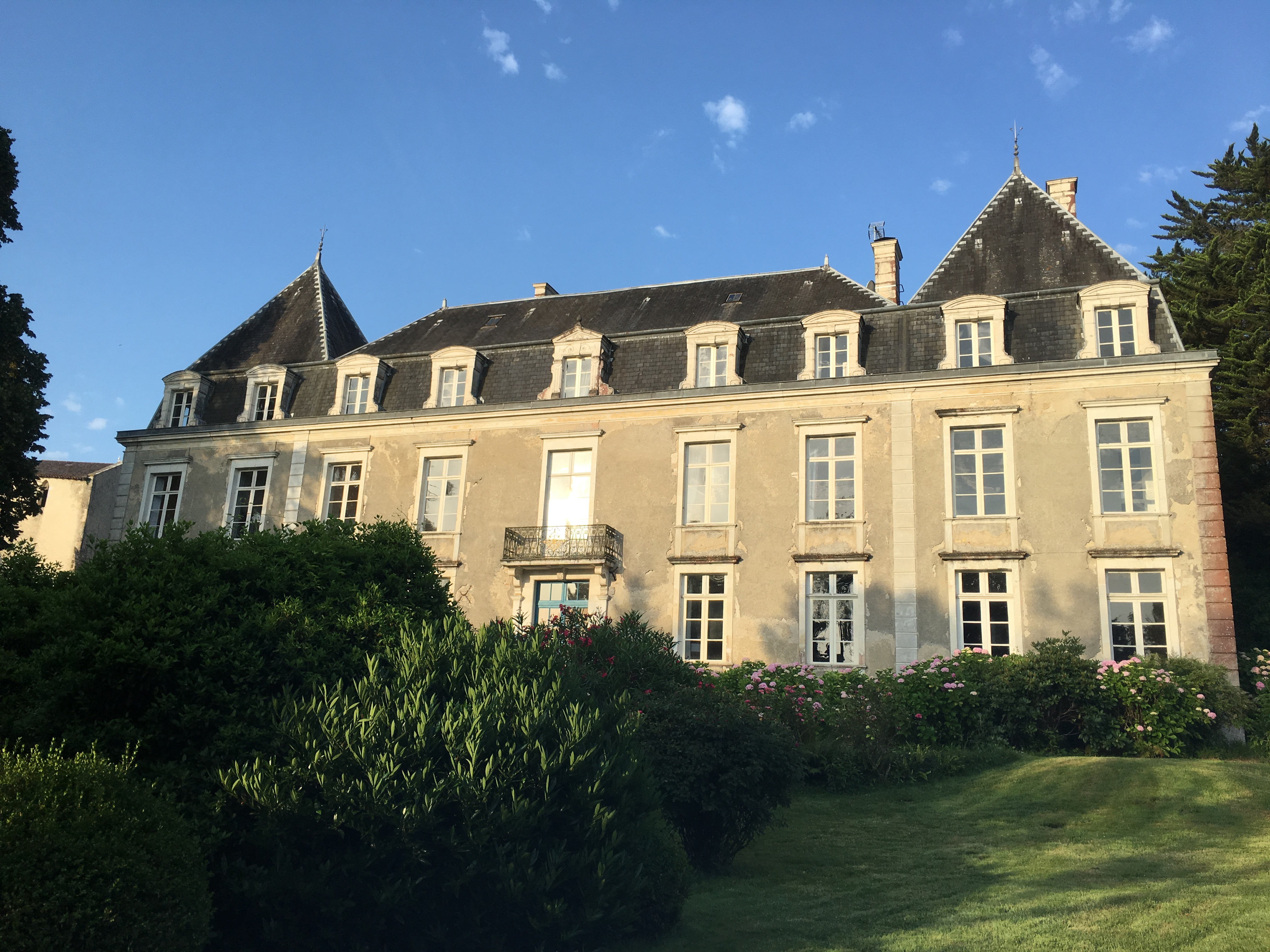
エストラック城館